# Prairie Hill
Prairie Hill es un lugar designado por el censo ubicado en el condado de Chariton en el estado estadounidense de Misuri. En el Censo de 2020 tenía una población de 50 habitantes y una densidad poblacional de 42,02 habitantes por km². Fue incluido como CDP en el censo de 2020. 

## Geografía
Prairie Hill se encuentra ubicado en las coordenadas 39°31′15″N 92°44′10″O / 39.52083, -92.73611.Según la Oficina del Censo de los Estados Unidos,  tiene una superficie total de 1,19 km², todos correspondientes a tierra firme.